# Esqui cross-country nos Jogos Olímpicos de Inverno de 2022 - 50 km livre masculino
A competição dos 50 km livre masculino do esqui cross-country nos Jogos Olímpicos de Inverno de 2022 foi disputada em 19 de fevereiro no Centro Nacional de Cross-Country Zhangjiakou, em Zhangjiakou.
Devido aos ventos fortes e a baixa temperatura, o início da prova foi adiado em uma hora e o percurso encurtado para 28,4 km (17,65 mi). A temperatura estava variando entre −23°C e −32°C (−9 °F a −25 °F) de índice de resfriamento, enquanto as rajadas de vento variavam entre 27 e 48 km/h (17–30 mph). Alexander Bolshunov, representando o Comitê Olímpico Russo, venceu o evento, com o também russo Ivan Yakimushkin conquistando a prata, sua primeira medalha olímpica. Simen Hegstad Krüger, da Noruega, ganhou a medalha de bronze. Bolshunov tornou-se apenas o segundo esquiador a vencer os 30 km e 50 km na mesma Olimpíada, após o soviético Nikolay Zimyatov em 1980.

## Medalhistas
| Ouro   | ROC Alexander Bolshunov  |
| Prata  | ROC Ivan Yakimushkin     |
| Bronze | NOR Simen Hegstad Krüger |

## Resultados
A prova foi disputada em 19 de fevereiro a partir das 15:00 locais:
| Pos.              | Bib | Atleta                  | CON                      | Tempo     | Diferença |
| ----------------- | --- | ----------------------- | ------------------------ | --------- | --------- |
| Medalha de ouro   | 2   | Alexander Bolshunov     | ROC                      | 1:11:32.7 | —         |
| Medalha de prata  | 3   | Ivan Yakimushkin        | ROC                      | 1:11:38.2 | +5.5      |
| Medalha de bronze | 4   | Simen Hegstad Krüger    | NOR Noruega              | 1:11:39.7 | +7.0      |
| 4                 | 5   | Artem Maltsev           | ROC                      | 1:11:43.4 | +10.7     |
| 5                 | 7   | Sjur Røthe              | NOR Noruega              | 1:11:48.5 | +15.8     |
| 6                 | 6   | Denis Spitsov           | ROC                      | 1:11:58.9 | +26.2     |
| 7                 | 14  | Clément Parisse         | FRA França               | 1:12:01.5 | +28.8     |
| 8                 | 27  | Scott Patterson         | USA Estados Unidos       | 1:12:06.6 | +33.9     |
| 9                 | 22  | William Poromaa         | SWE Suécia               | 1:12:29.1 | +56.4     |
| 10                | 15  | Maurice Manificat       | FRA França               | 1:12:30.3 | +57.6     |
| 11                | 20  | Roman Furger            | SUI Suíça                | 1:13:24.8 | +1:52.1   |
| 12                | 12  | Andrew Musgrave         | GBR Grã-Bretanha         | 1:13:29.3 | +1:56.6   |
| 13                | 8   | Hans Christer Holund    | NOR Noruega              | 1:13:30.2 | +1:57.5   |
| 14                | 17  | Dario Cologna           | SUI Suíça                | 1:13:31.1 | +1:58.4   |
| 15                | 31  | Jules Lapierre          | FRA França               | 1:13:50.3 | +2:17.6   |
| 16                | 18  | Jens Burman             | SWE Suécia               | 1:14:22.3 | +2:49.6   |
| 17                | 25  | Jason Rüesch            | SUI Suíça                | 1:14:48.4 | +3:15.7   |
| 18                | 28  | Giandomenico Salvadori  | ITA Itália               | 1:14:49.1 | +3:16.4   |
| 19                | 21  | Perttu Hyvärinen        | FIN Finlândia            | 1:14:49.5 | +3:16.8   |
| 20                | 16  | Jonas Dobler            | GER Alemanha             | 1:14:50.0 | +3:17.3   |
| 21                | 33  | Imanol Rojo             | ESP Espanha              | 1:14:50.5 | +3:17.8   |
| 22                | 34  | Candide Pralong         | SUI Suíça                | 1:14:50.5 | +3:17.8   |
| 23                | 38  | Snorri Einarsson        | ISL Islândia             | 1:14:51.6 | +3:18.9   |
| 24                | 26  | Naoto Baba              | JPN Japão                | 1:14:52.7 | +3:20.0   |
| 25                | 24  | Irineu Esteve Altimiras | AND Andorra              | 1:15:09.8 | +3:37.1   |
| 26                | 19  | Florian Notz            | GER Alemanha             | 1:15:32.2 | +3:59.5   |
| 27                | 46  | Olivier Léveillé        | CAN Canadá               | 1:15:54.3 | +4:21.6   |
| 28                | 37  | Remi Lindholm           | FIN Finlândia            | 1:15:55.6 | +4:22.9   |
| 29                | 30  | Thomas Maloney Westgård | IRL Irlanda              | 1:15:59.0 | +4:26.3   |
| 30                | 35  | Dominik Bury            | POL Polônia              | 1:16:01.0 | +4:28.3   |
| 31                | 10  | Friedrich Moch          | GER Alemanha             | 1:16:03.6 | +4:30.9   |
| 32                | 32  | Paolo Ventura           | ITA Itália               | 1:16:05.4 | +4:32.7   |
| 33                | 11  | Lucas Bögl              | GER Alemanha             | 1:16:11.5 | +4:38.8   |
| 34                | 23  | Adrien Backscheider     | FRA França               | 1:16:16.6 | +4:43.9   |
| 35                | 42  | Rémi Drolet             | CAN Canadá               | 1:16:27.1 | +4:54.4   |
| 36                | 47  | Alvar Johannes Alev     | EST Estônia              | 1:16:28.4 | +4:55.7   |
| 37                | 36  | Petr Knop               | CZE República Checa      | 1:16:35.0 | +5:02.3   |
| 38                | 13  | Calle Halfvarsson       | SWE Suécia               | 1:16:47.6 | +5:14.9   |
| 39                | 29  | Leo Johansson           | SWE Suécia               | 1:17:16.5 | +5:43.8   |
| 40                | 44  | Ján Koristek            | SVK Eslováquia           | 1:17:26.0 | +5:53.3   |
| 41                | 39  | Chen Degen              | CHN China                | 1:18:14.1 | +6:41.4   |
| 42                | 40  | Adam Fellner            | CZE República Checa      | 1:18:14.3 | +6:41.6   |
| 43                | 43  | Yevgeniy Velichko       | KAZ Cazaquistão          | 1:18:43.8 | +7:11.1   |
| 44                | 41  | Raimo Vīgants           | LAT Letônia              | 1:18:55.2 | +7:22.5   |
| 45                | 51  | Hadesi Badelihan        | CHN China                | 1:19:45.9 | +8:13.2   |
| 46                | 45  | Wang Qiang              | CHN China                | 1:19:53.5 | +8:20.8   |
| 47                | 56  | Thibaut de Marre        | BEL Bélgica              | 1:19:53.8 | +8:21.1   |
| 48                | 50  | Liu Rongsheng           | CHN China                | 1:19:58.5 | +8:25.8   |
| 49                | 61  | Mark Chanloung          | THA Tailândia            | 1:20:11.5 | +8:38.8   |
| 50                | 48  | Mateusz Haratyk         | POL Polônia              | 1:20:24.0 | +8:51.3   |
| 51                | 58  | Seve de Campo           | AUS Austrália            | 1:21:02.5 | +9:29.8   |
| 52                | 49  | Strahinja Erić          | BIH Bósnia e Herzegovina | 1:21:07.6 | +9:34.9   |
| 53                | 55  | Phillip Bellingham      | AUS Austrália            | 1:23:03.8 | +11:31.1  |
| 54                | 54  | Roberts Slotiņš         | LAT Letônia              | 1:24:46.4 | +13:13.7  |
| 55                | 57  | Ádám Kónya              | HUN Hungria              | 1:25:21.4 | +13:48.7  |
| 56                | 53  | Stavre Jada             | MKD Macedônia do Norte   | 1:25:41.8 | +14:09.1  |
| 57                | 60  | Marko Skender           | CRO Croácia              | 1:30:34.5 | +19:01.8  |
| 58                | 59  | Manex Silva             | BRA Brasil               | 1:33:11.8 | +21:39.1  |
| 59                | 52  | Apostolos Angelis       | GRE Grécia               | 1:34:04.2 | +22:31.5  |
| 60                | 1   | Johannes Høsflot Klæbo  | NOR Noruega              | DNF       | DNF       |
| 61                | 9   | Michal Novák            | CZE República Checa      | DNS       | DNS       |

Legenda
| Recorde mundial      | Recorde mundial (World record)               |                       | Recorde africano                      | Recorde africano (African) |                                           | Q | Classificado por posição (Qualified) |
| Recorde olímpico     | Recorde olímpico (Olympic record)            | Recorde da América    | Recorde da América (Americas)         | q                          | Classificado por melhor tempo (Qualified) |   |                                      |
| Melhor marca do ano  | Melhor marca do ano (World leading)          | Recorde asiático      | Recorde asiático (Asian)              | DNS                        | Não largou (Did not start)                |   |                                      |
| Recorde nacional     | Recorde nacional (National record)           | Recorde europeu       | Recorde europeu (European)            | DNF                        | Não terminou (Did not finish)             |   |                                      |
| Recorde pessoal      | Recorde pessoal do atleta (Personal best)    | Recorde da Oceania    | Recorde da Oceania (Oceania)          | DSQ / DQ                   | Desclassificado (Disqualified)            |   |                                      |
| Recorde da temporada | Recorde da temporada do atleta (Season best) | Recorde sul-americano | Recorde sul-americano (South America) | NM                         | Sem marca (No mark)                       |   |                                      |